# 田鍋友啓
田鍋 友啓（たなべ ともひろ、1962年10月10日 - ）は、日本の元俳優。
東京都大田区出身。東京都立代々木高等学校卒業。オフィス青柳に所属していた。

## 来歴・人物
東京新社の養成所に入った後、1975年に映画『青春の門（第1作）』にてデビュー。この1970年代より子役として活動を開始し、1976年に東宝制作の特撮テレビドラマ『円盤戦争バンキッド』にレギュラー出演。その後、『ゆうひが丘の総理大臣』、『3年B組金八先生』第1シリーズ、『翔んだライバル』などに出演した。1980年代半ばまで活動したのち、俳優業を休業している。
兄と妹がいる。趣味はスキー、モーターボート（1981年当時公表のプロフィールによる）。

## 出演作品

### テレビドラマ
- 純愛山河 愛と誠（1974年、12ch） - 太賀誠（少年時代）
- 電人ザボーガー 第25話「怪奇・忍者ロボット・ジャニン」（1974年、CX） - 武田明
- 銀河テレビ小説（NHK）
  - 霧の中の少女（1976年） - 信次
- 少年探偵団 第22話「天才少年ゴルファー危機」（1976年、NTV） - 山野元太郎
- ザ・カゲスター 第6話「冷凍怪人 どぶねずみ作戦!」（1976年、NET） - 大和田かずひこ[注 1]
- 円盤戦争バンキッド（1976年 - 1977年、NTV） - 宇崎竜一 / バンキッドドラゴン [注 2]
- ゆうひが丘の総理大臣（1978年 - 1979年、NTV） - 木下藤吉
- ふしぎ犬トントン 第5話「初恋よ こんにちわ」（1979年、CX） - 柳京一郎
- 3年B組金八先生 第1シリーズ（1979年 - 1980年、TBS） - 浅井洋一
- 走れ!熱血刑事 第10話「友情の落とし穴」（1980年、ANB）
- 生徒諸君!（1980年、ANB）- 守谷高雄
- 翔んだライバル（1981年、CX） - 岬洋介
- 太陽にほえろ! 第441話「カーテン」（1981年、NYV） - 堤
- 噂の刑事トミーとマツ 第2シリーズ（1982年、TBS）
  - 第10話「マツ気絶! 巨大クレーン対ターザントミー」- 山下透
  - 第25話「ネス湖の怪獣? トミーの水中変身」
  - 第37話「死ぬゥ! トミマツの人間せんべい」- 中山
- 大江戸捜査網（TX） 
  - 第488話「少年が襲う! 横浜無宿人狩り」（1983年） - 美輪進之助
  - 第519話「隠密同心狩り! 涙で結ぶ絆」（1983年） - 小原圭一郎
- 事件記者チャボ! 第25話「息子は無実! 怒れチャボ!!」（1984年、NTV） - 大津
- 火曜サスペンス劇場 / 描かれた女（1985年、NTV）
- スケバン刑事II 少女鉄仮面伝説 第7話「二代目サキはクリスチャン!?」（1985年、CX）
- 巨獣特捜ジャスピオン 第41話「決闘の時・君が呼ぶ必殺ガンマンの正義」（1986年、ANB）- タイガージョー

### 映画
- 青春の門（1975年、東映） - 伊吹信介（少年時代）
- 残照（1978年、東宝） - 遠野努